# Paolo Veneziano

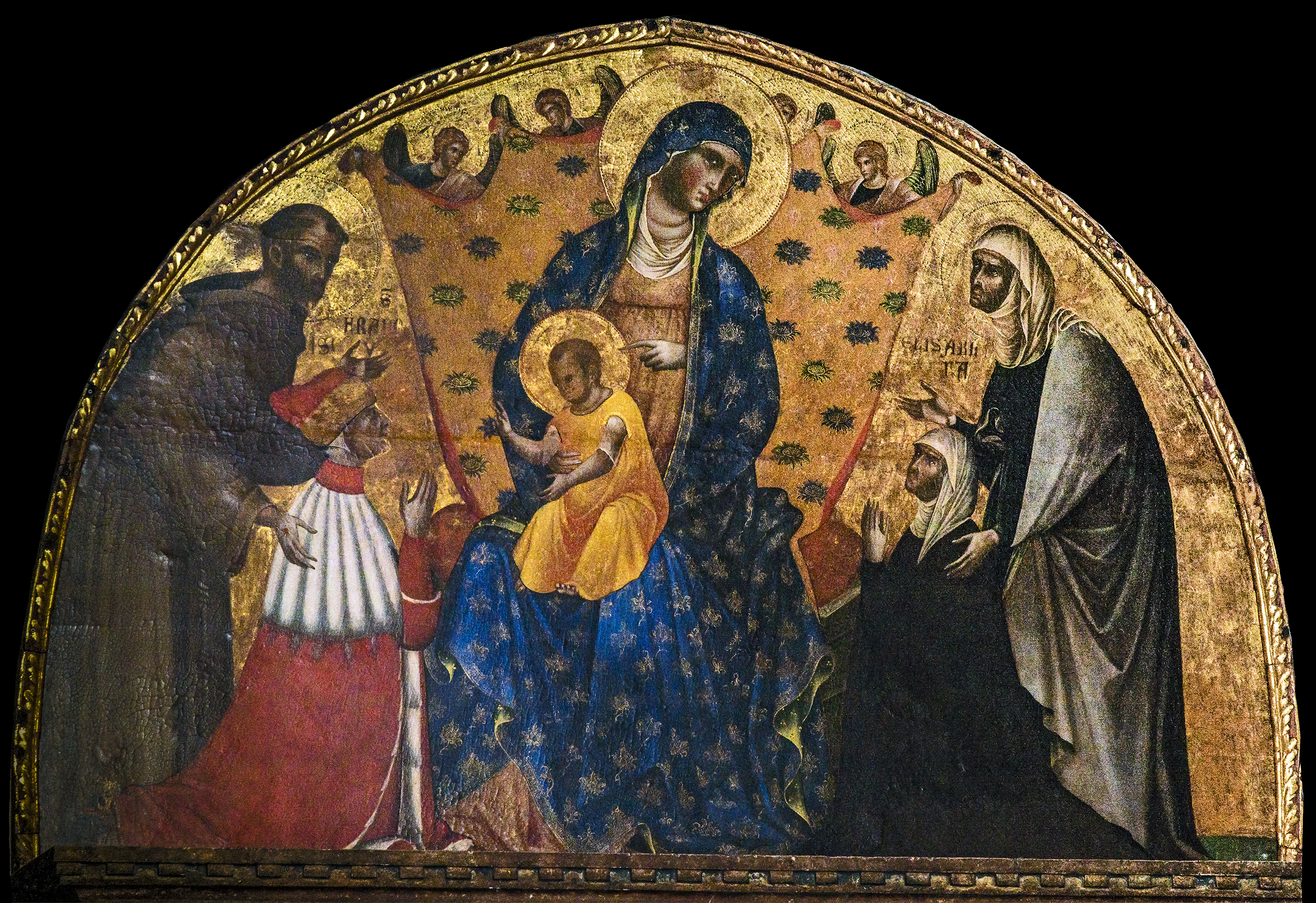
Paolo Veneziano: Die Heiligen Franziskus und Elisabeth empfehlen der Madonna den Dogen Francesco Dandolo und seine Gemahlin (Detail vom Grabmal des Francesco Dandolo), 1339, Frarikirche, Venedig

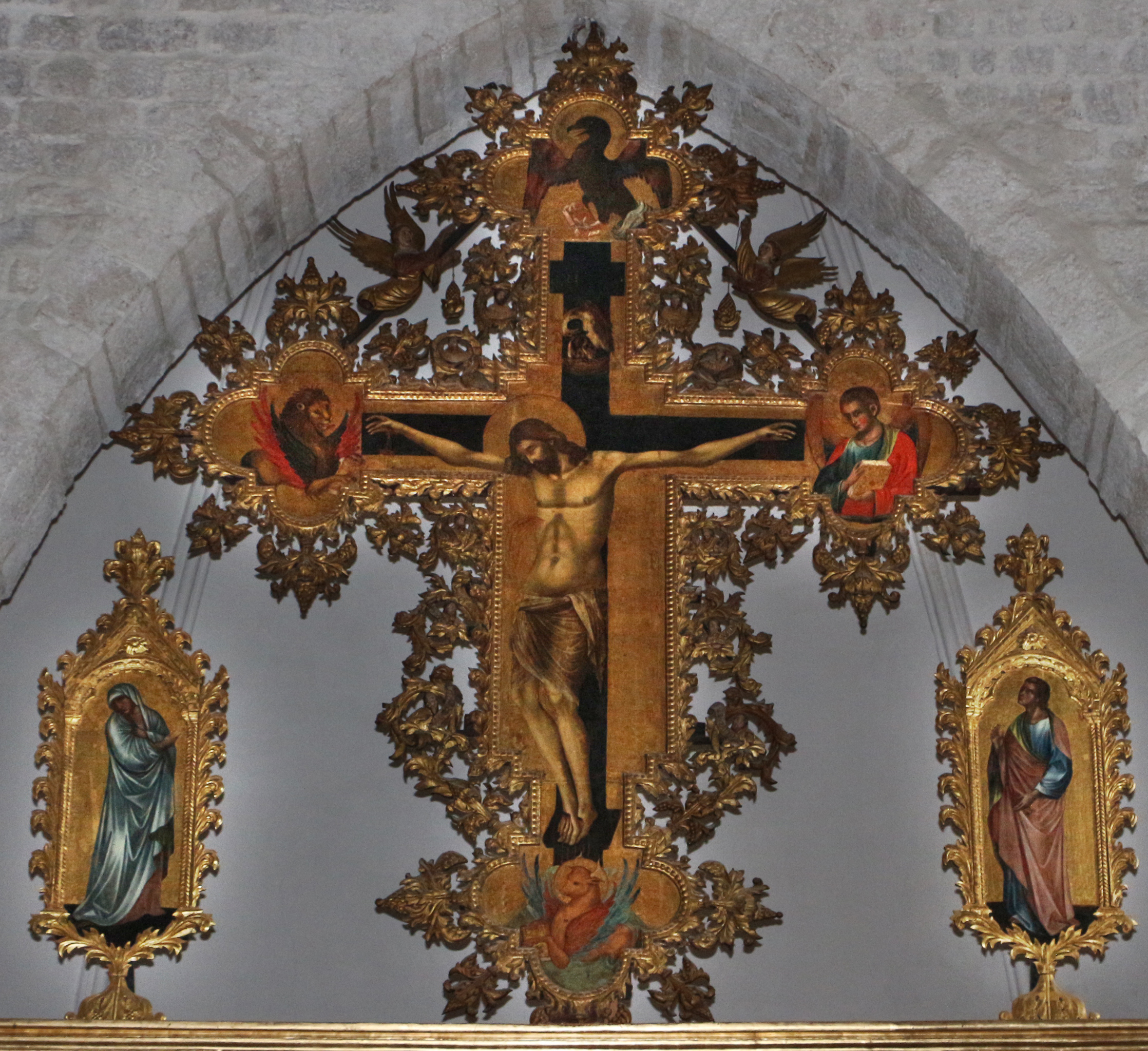
Kruzifix mit Maria und Johannes, um 1350, Kirche des Dominikanerklosters von Dubrovnik

Paolo Veneziano (* vor 1333; † nach 1358; auch Paolo da Venezia) war ein venezianischer Maler des ausgehenden Mittelalters.

## Leben
Paolo Veneziano stammte aus einer venezianischen Künstlerfamilie. Er arbeitete in einer Werkstatt zusammen mit seinen Söhnen Marco, Luca und Giovanni, die gelegentlich Werke zusammen mit Paolo signierten. Seine Werke signierte er mit Paulus de Veneciis. Unter dem Dogen Andrea Dandolo war er offizieller Hofmaler. Im Auftrag von Andrea Dandolo malte er die Pala Feriale für die Pala d’oro von San Marco, eine Bildtafel mit Szenen aus dem Leben des Heiligen Markus, die die Pala d’oro an Werktagen abdeckte.
Paolo Veneziano gilt als Begründer einer eigenständigen venezianischen Malerei. Er mischte Elemente der in Venedig vorherrschenden byzantinischen Tradition mit moderneren der Gotik. In seinen Bildern sind kaum Einflüsse der aus Florenz kommenden Malerei zu erkennen, wie sie in der Nähe von Venedig schon zu seinen Lebzeiten in der von Giotto ausgemalten Scrovegni-Kapelle in Padua zu sehen war.
Gelegentlich wurde und wird Paolo Veneziano als der Maler der Washingtoner Marienkrönung gesehen.

## Bildergalerie

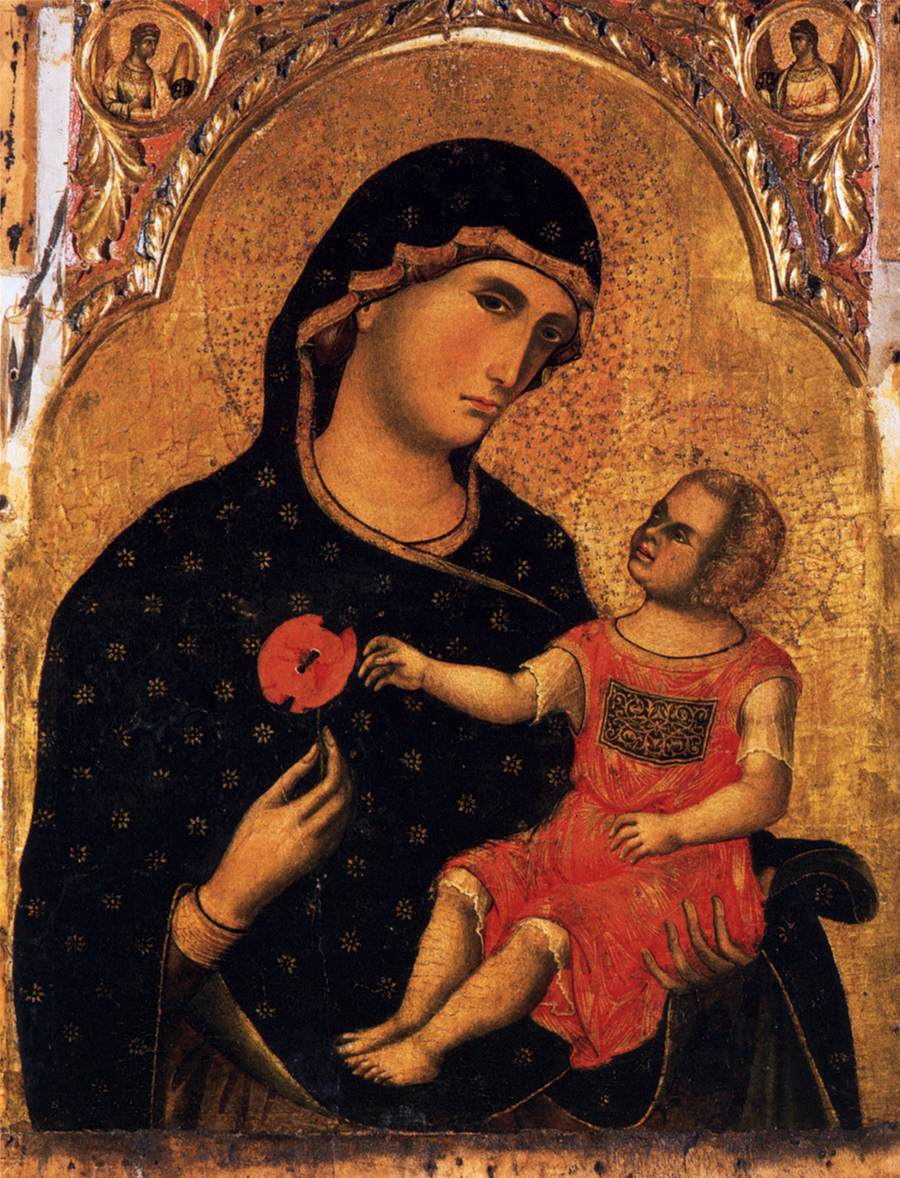
Madonna mit dem Mohn, ca. 1333 (?), San Pantalon, Venedig
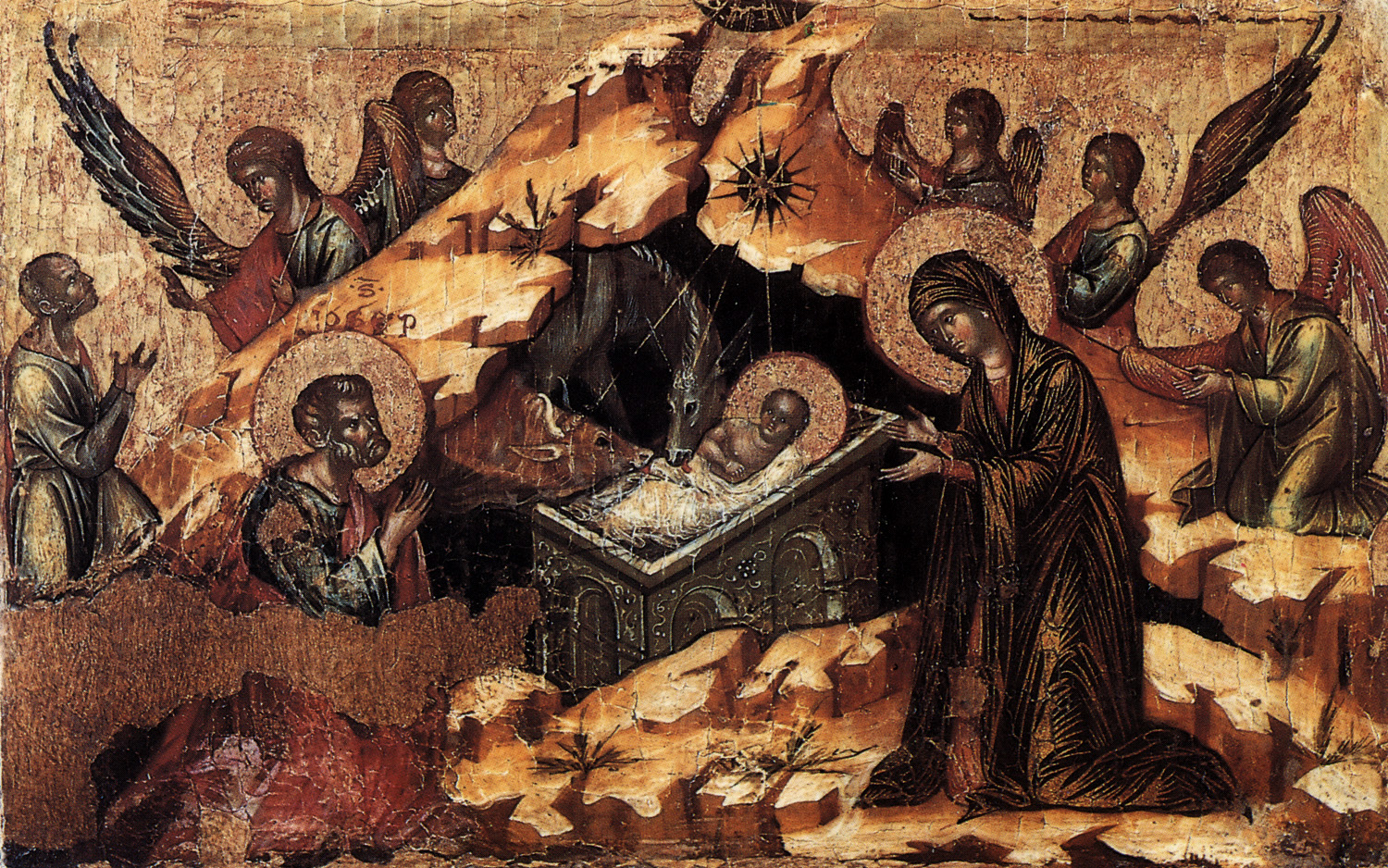
Geburt Jesu, ca. 1333, San Pantalon, Venedig
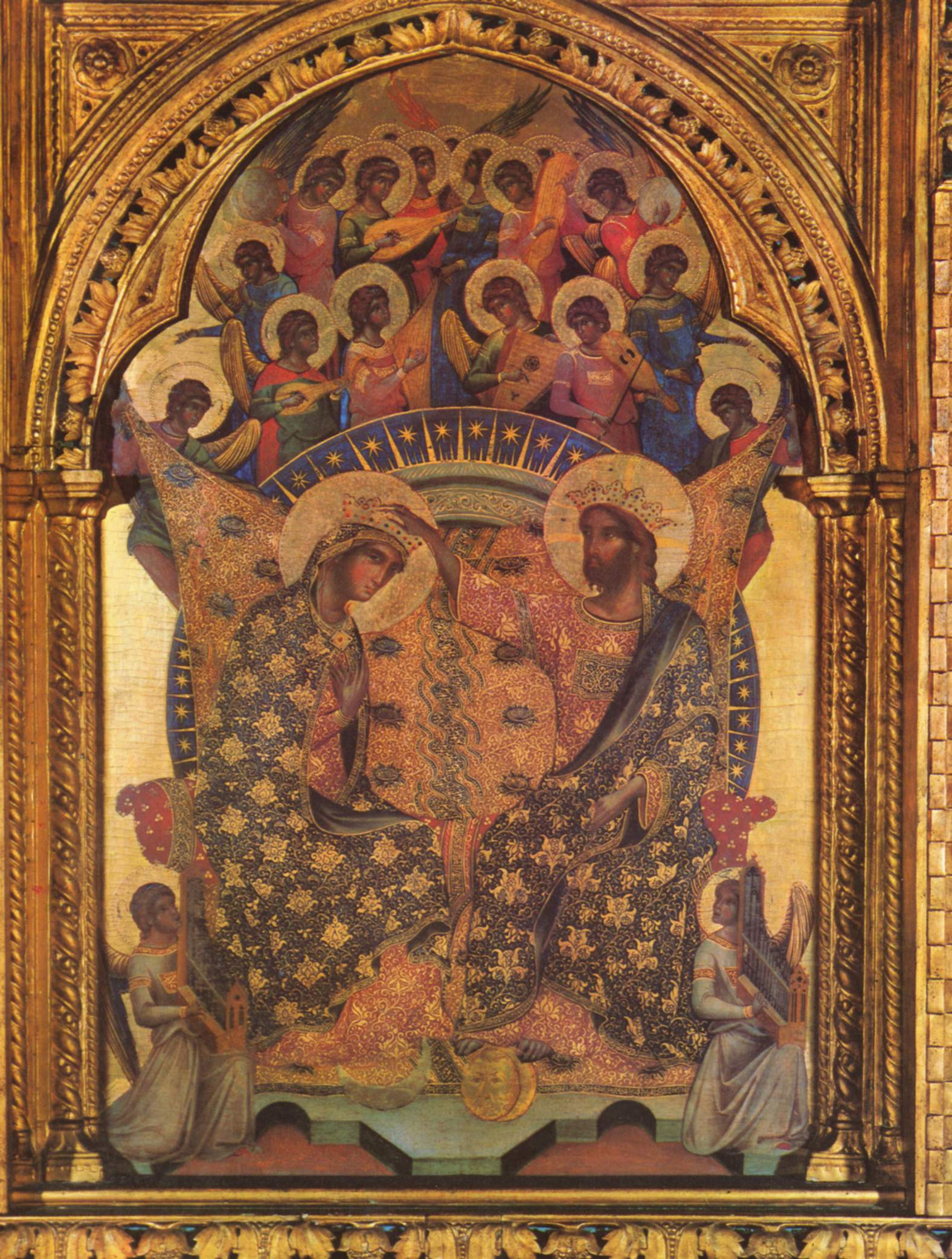
Hauptbild vom Polyptychon der Marienkrönung, ca. 1350, Gallerie dell’Accademia, Venedig
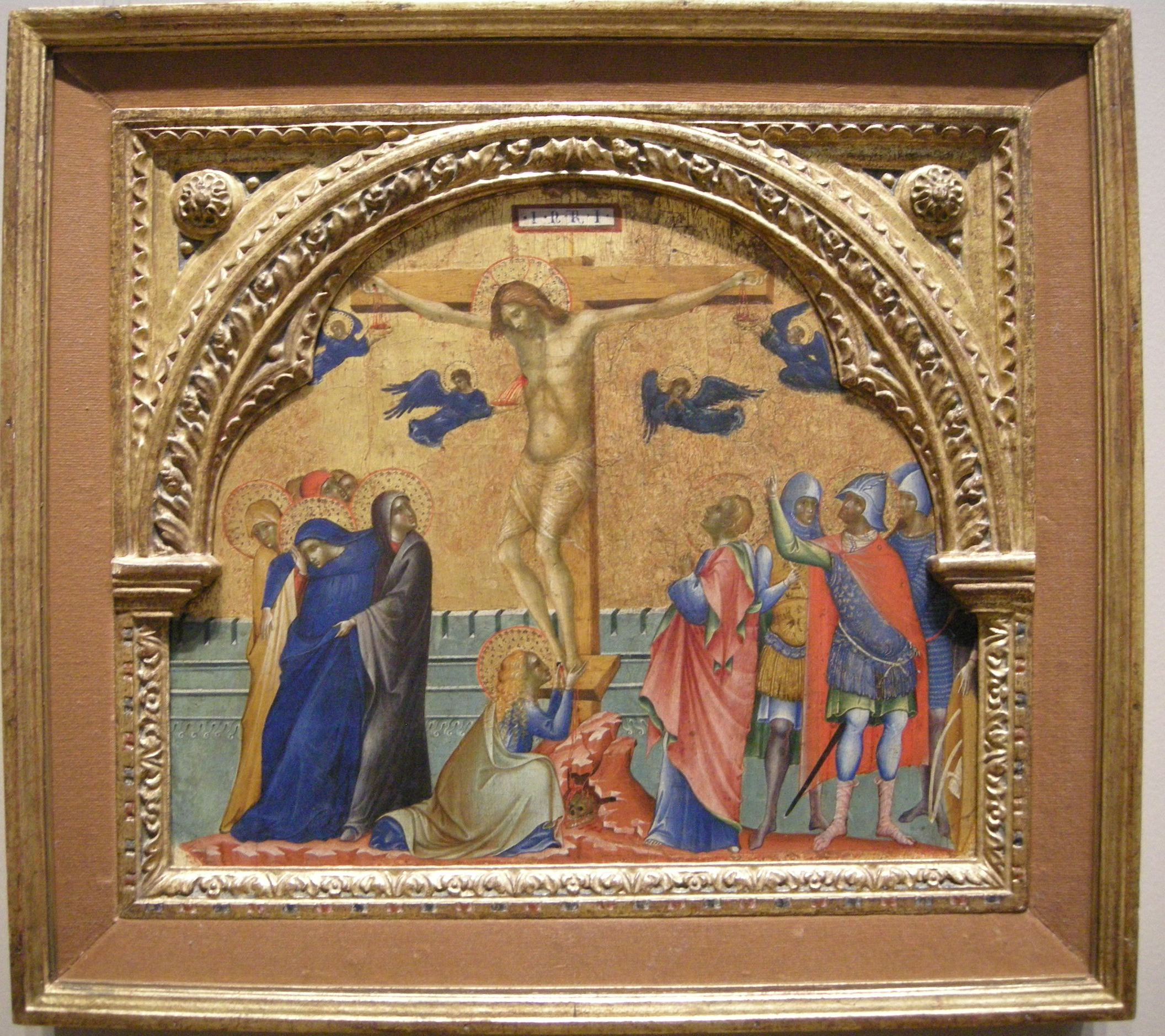
Kreuzigung, National Gallery of Art, Washington
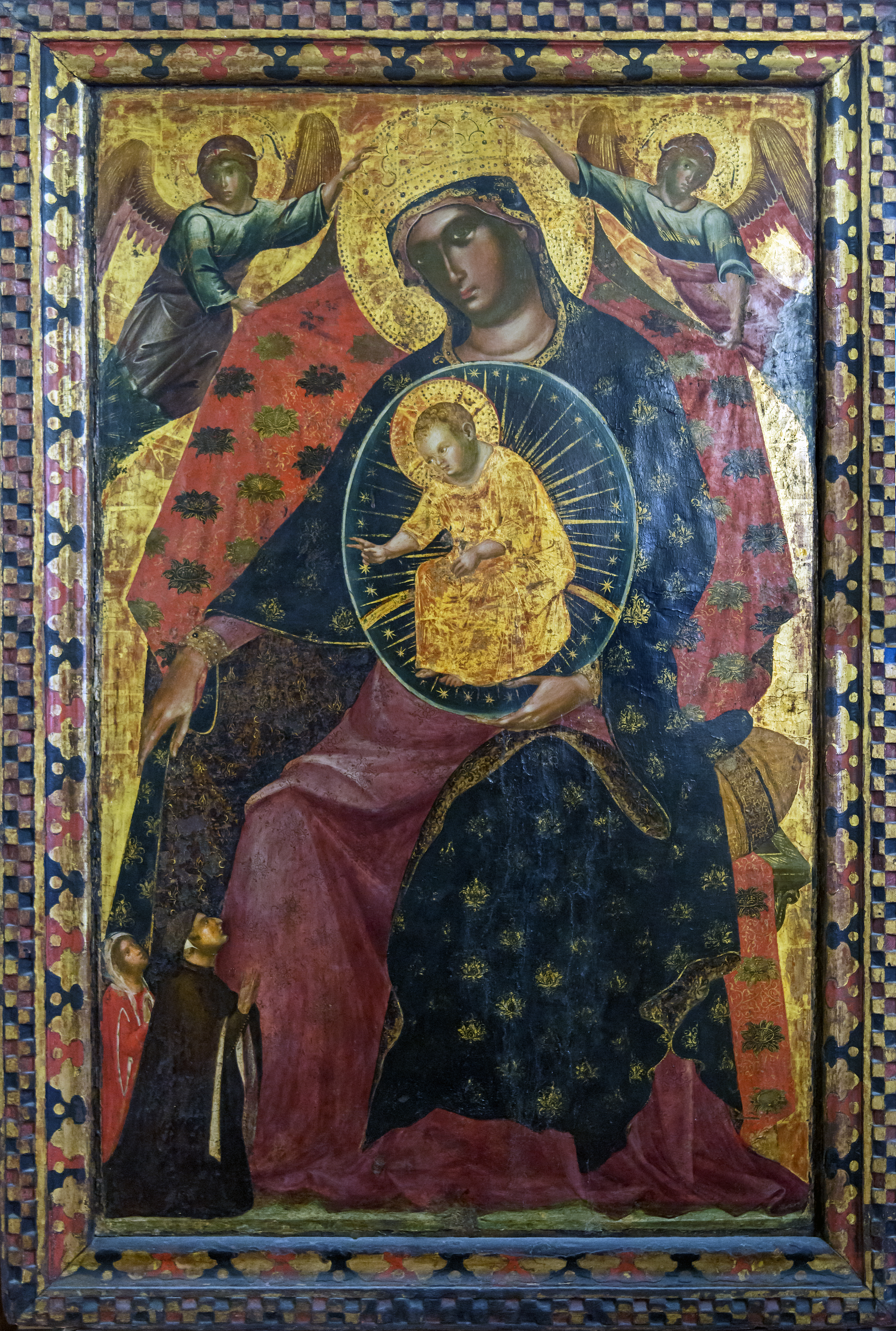
Madonna mit Kind und zwei Stiftern, ca. 1330 (?), Accademia, Venedig
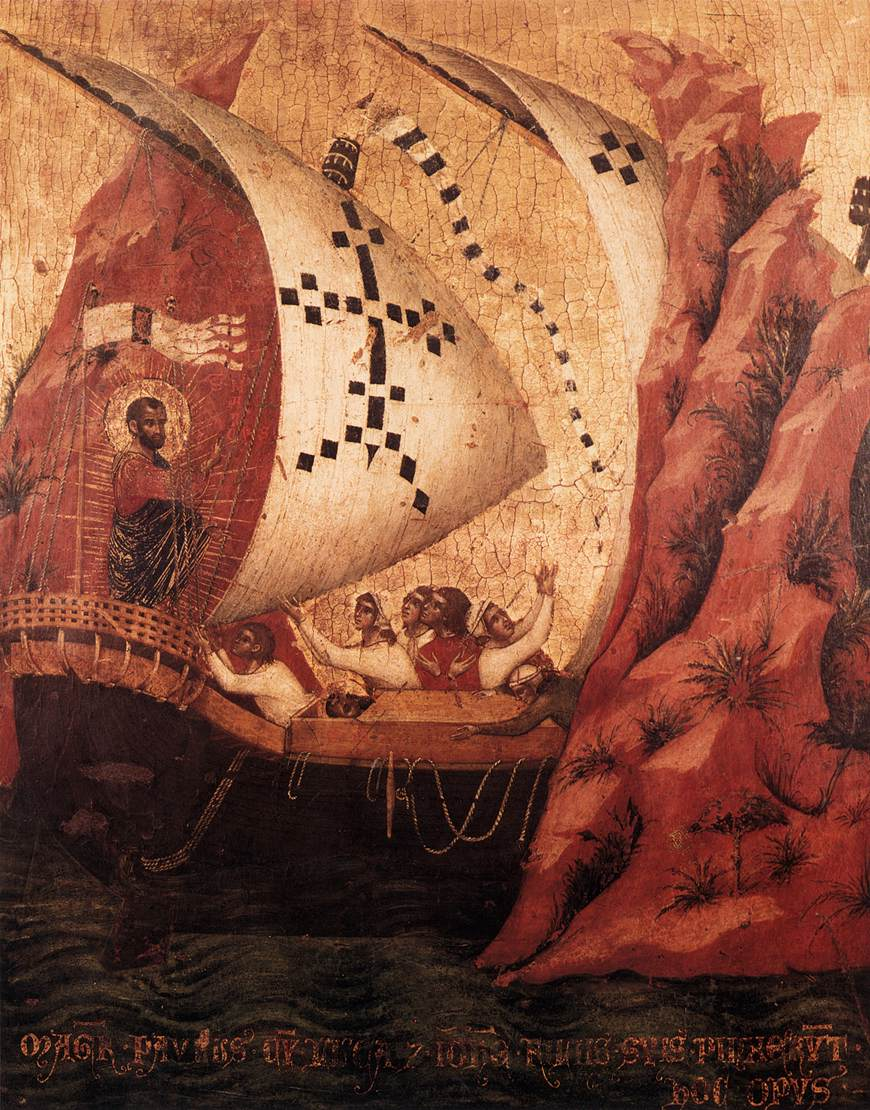
Szene aus dem Leben des Hl. Markus auf der Pala Feriale, 1345, Museo Marciano, Venedig
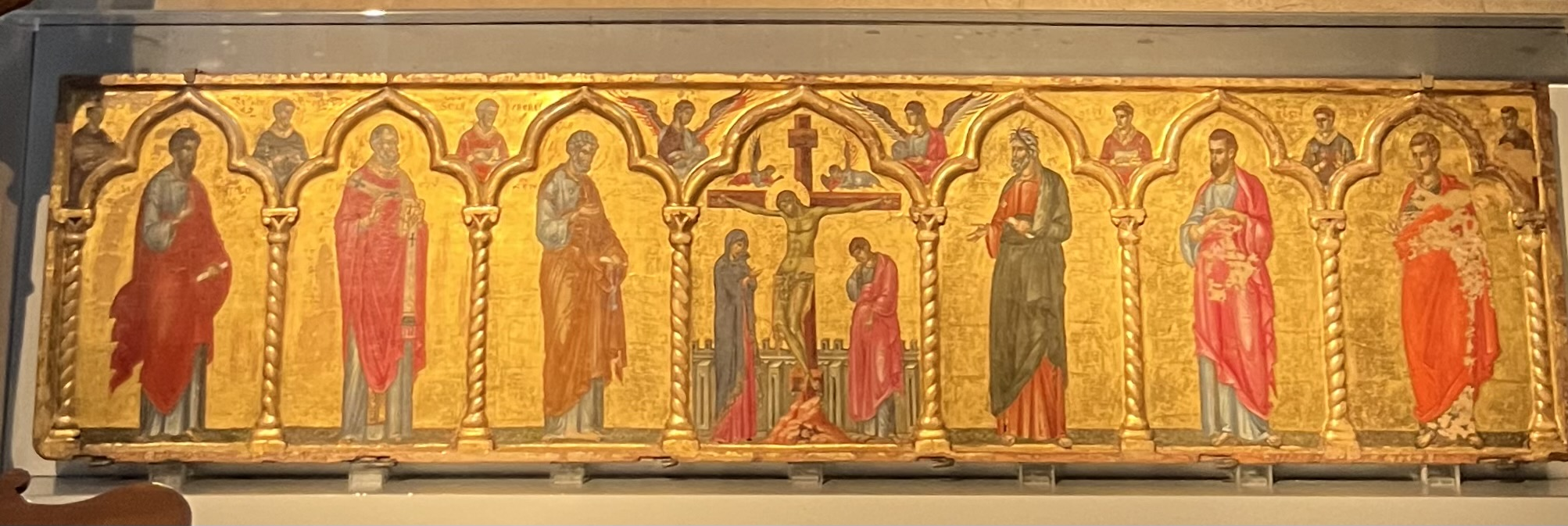
Polyptychon in der Kathedrale von Triest
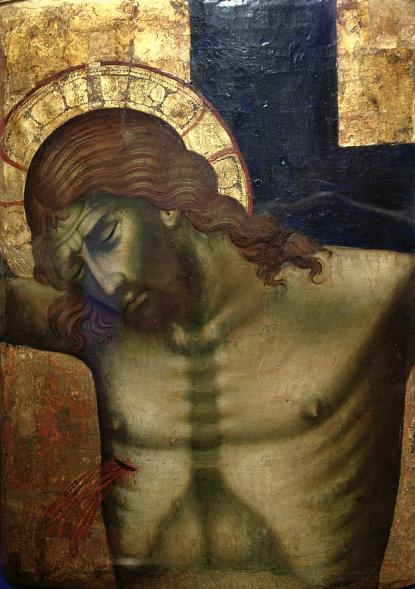
Kreuzigung, Nationalmuseum in Krakau

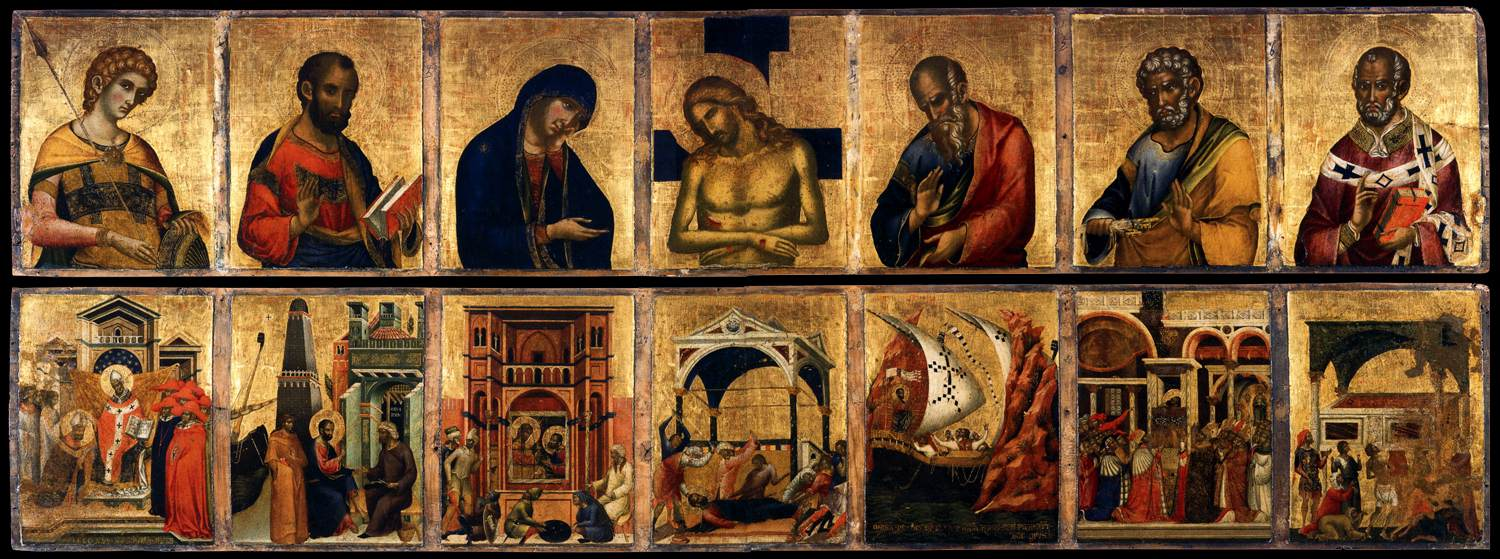
Pala feriale, Museo Marciano, Markusdom, Venedig, 1345

## Werke (Auswahl)
- Triptychon der Heiligen Klara, 1328, Civico Museo Sartorio, Triest
- Tod Mariens, 1333, Vicenza, Museo Civico
- Die Heiligen Franziskus und Elisabeth empfehlen der Madonna den Dogen Francesco Dandolo und seine Gemahlin Elisabetta, Lünette über dem Grabmal des Dogen, um 1339, Frarikirche, Venedig
- Pala Feriale für die Pala d’oro in San Marco, 1345, Venedig, zusammen mit seinen Söhnen Luca und Giovanni
- Polyptychon der Marienkrönung, um 1350, Gallerie dell’Accademia, Venedig
- Kreuzigungsgruppe, um 1350, Dominikanerkloster, Dubrovnik[6]
- Polyptychon der heiligen Klara, Gallerie dell’Accademia, Venedig
- Polyptychon mit Kreuzigung, San Giusto, Triest[7]